# Jednowarstwowce
Jednowarstwowce (Monoblastozoa) – typ zwierząt bezkręgowych wyróżniony na podstawie opisu jednego gatunku, Salinella salve, dokonanego w 1892 przez Johannesa Frenzla. Osobniki tego gatunku zostały rzekomo wykryte w słonych źródłach Argentyny. Ciało tych zwierząt, według opisu, jest zbudowane z około 150 komórek, owalne, o dwubocznej symetrii, posiadające z przodu otwór gębowy, a z tyłu otwór odbytowy. Ściana ciała zbudowana z jednej warstwy orzęsionych komórek. Organizacja morfologiczna przypominająca blastulę. 
Jak do tej pory nie udało się powtórnie odnaleźć osobników tego gatunku. W 2012 roku odbyła się wyprawa naukowa do Argentyny, w poszukiwaniu Salinella salve. Udano się w rejon opisywany przez Frenzla. Nie znaleziono słonych źródeł i nie znaleziono nawet śladów Monoblastica. Oczywiście fakt nieznalezienia nie jest rozstrzygającym dowodem na nieistnienie Salinella salve. Niemniej brak potwierdzenia obserwacji niemieckiego uczonego każe powątpiewać w tamto odkrycie.